# پاسکال دوپراز
پاسکال دوپراز (انگلیسی: Pascal Dupraz؛ زادهٔ ۱۹ سپتامبر ۱۹۶۲) بازیکن سابق و مربی فوتبال اهل فرانسه است.
از باشگاه‌هایی که در آن بازی کرده‌است می‌توان به باشگاه فوتبال استاد برستوا ۲۹ و باشگاه فوتبال سوشو اشاره کرد.